# Boubaker Haddad
Boubaker Haddad, né le 21 avril 1931 à Bizerte et décédé le 27 décembre 2004 à La Chapelle-Saint-Mesmin, est un footballeur tunisien.

## Biographie
Incorporé à l'âge de 18 ans au sein de l'équipe du Club athlétique bizertin (CAB), il devient à vingt ans la bête noire des défenseurs en marquant 19 buts au cours de la saison 1950-1951, remportant ainsi son premier titre de meilleur buteur à égalité avec Mejri Henia.
L'arrêt des compétitions en 1953 et 1954 l'oblige à émigrer en France, où il joue au sein du Stade athlétique spinalien. De retour en Tunisie en 1955, il réintègre son club d'origine où il remporte un nouveau titre de meilleur buteur et établit dans le même temps un record jamais égalé en Tunisie, celui du nombre de buts marqués en une seule rencontre : il marque, le 16 juin 1958, huit buts au cours du derby entre le Club athlétique bizertin et le Patrie Football Club bizertin.
Il termine sa carrière à l'âge de 30 ans, après avoir marqué un total de 102 buts au cours de sa carrière, dont un octuplé, un quadruplé, trois triplés et pas moins de seize doublés, se positionnant ainsi comme le meilleur buteur du CAB.